# فلشر (داکوتای شمالی)
فلشر(به انگلیسی: Flasher) شهری در ایالت داکوتای شمالی کشور ایالات متحده آمریکا است که جمعیت آن در سرشماری سال ۲۰۱۰ میلادی، ۲۳۲ نفر بوده‌است.